# LIAZ 400
LIAZ 400 — серия крупнотоннажных грузовых автомобилей, выпускавшихся с 1996 по 2003 год чешской компанией LIAZ. Всего выпускалось два типа: седельный тягач Xena и шасси Fox. Тягач Xena также продавался под брендом Škoda-LIAZ.

## Xena

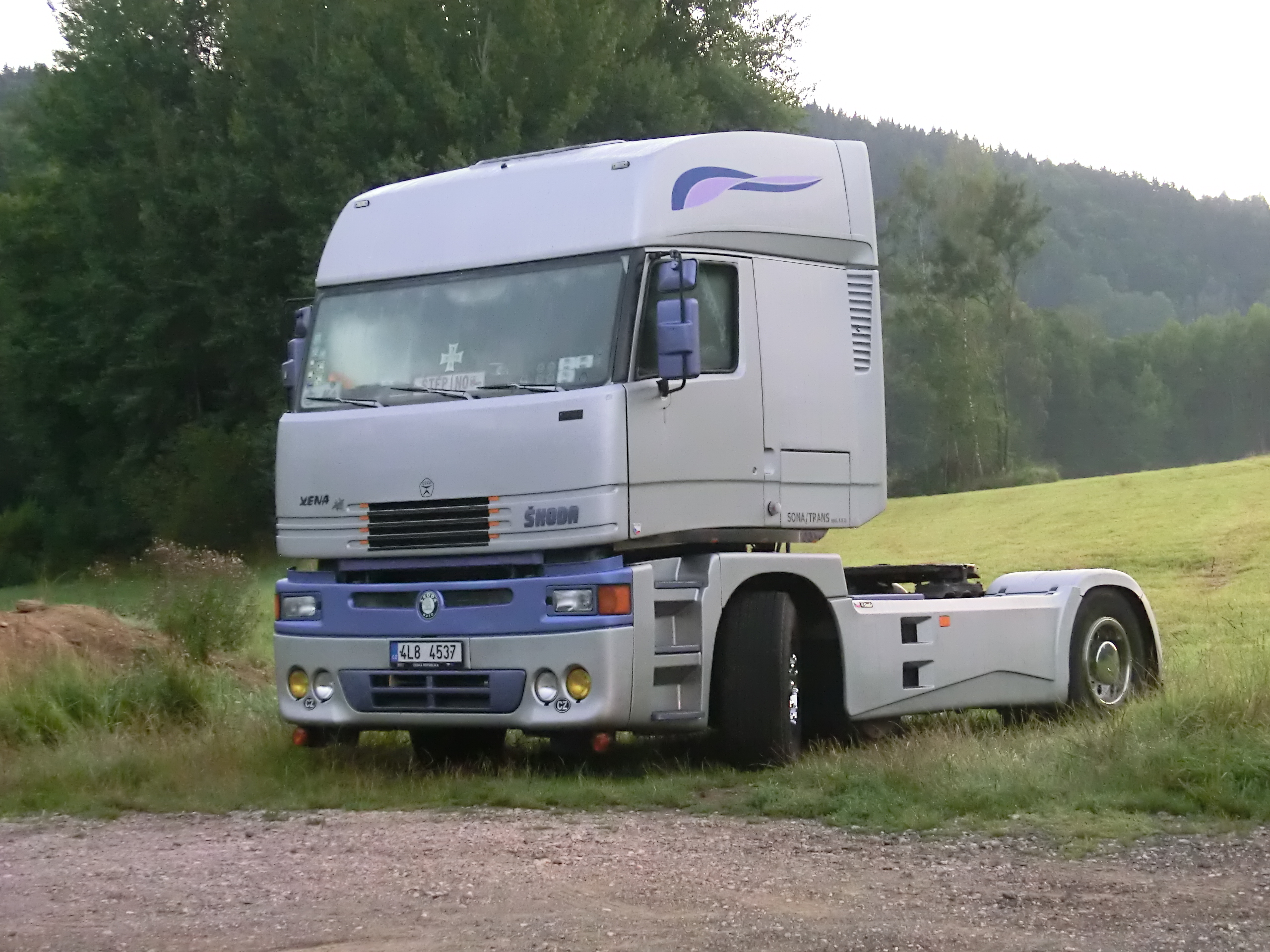
Škoda Xena

Тягач Xena был представлен в 1996 году в Ганновере. Разработка началась в 1990-е годы. Тягачи выпускались с колёсной формулой 4 × 2, а самосвалы — с колёсной формулой 6 × 2.

## Fox
Самосвал Škoda Fox появился спустя три года (в 1999 году). Большинство компонентов было перенято у Xena. Кабина Škoda Liaz SKL изготовлена из алюминия. Кроме самосвалов, также выпускались шасси для установки различных надстроек. Колёсные формулы — 4 × 2, 4 × 4 и 6 × 4. Всего было выпущено около 2010 автомобилей.